# Ricardo Olivan
Ricardo Olivan Turrau (Osca, 1938 - Barcelona, 4 d'abril de 2009), fou un dibuixant d'humor i il·lustrador. Germà del també dibuixant Enrique Olivan.
Va començar a publicar a la revista Don José, per després passar a La Codorniz i finalment incorporar-se, amb el seu germà, a l'Editorial Bruguera.
També va treballar per al mercat estranger mitjançant agències, en especial per Alemanya i Holanda. Dibuixà per un gran nombre de publicacions, com Can Can, DDT, El Jueves, Mata Ratos, Mortadelo, Mortadelo Gigante, El Noticiero Universal, Patufet, o Tío Vivo.